# Marc Hauser
Marc D. Hauser (né le 25 octobre 1959) est un professeur et chercheur américain spécialiste de la biologie de l'évolution, la cognition animale, ainsi que le comportement des primates et des humains. Il est considéré comme «un chef de file dans le domaine de l'animal et de la cognition humaine».
En 2010, l'Université de Harvard où il enseignait (de 1998 à 2011) l'a accusé de mauvaise conduite scientifique alors qu'il menait des recherches financées par des subventions publiques, ce qui l'a conduit à démissionner un an plus tard. Cette accusation a été confirmée en 2012 par le Bureau de l'intégrité des recherches (The Office of Research Integrity) du département de la Santé et des Services sociaux des États-Unis.

## Recherches
Les recherches de Marc Hauser se situent à l'intersection de la biologie de l'évolution et de la neuroscience cognitive. Elles visent à comprendre les processus et les conséquences de l'évolution cognitive. 
Les observations et les expériences de ces recherches sont axées sur les animaux non-humains et humains de différents âges et de différentes compétences mentales, en intégrant la méthodologie et la théorie de l'éthologie, du développement cognitif du nourrisson, de la théorie de l'évolution, des neurosciences cognitives et de la neurobiologie. 
Les intérêts de ces recherches comprennent: l'étude de l'évolution des langages, la nature des jugements moraux, le développement et l'évolution des représentations mathématiques, la théorie du choix, les précurseurs de la compétence musicale et la nature de la perception de l'événement.
Marc Hauser est connu pour ses études de long terme sur les singes et les autres primates, d'où vient l'appellation de son laboratoire à Havard de «laboratoire de singe» (monkey lab). Il est également connu pour son projet de recherches sur des questions morales, connu sous l'appellation de «The Moral Sense Test», basé sur Internet, dans lequel le participant reçoit une série d'hypothèses de dilemmes moraux et est invité à offrir un jugement à l'égard de chacun d'eux.